# گموندن (اتریش)
شهر گموندن (به آلمانی: Gmunden) () در استان  اوبراسترایش با جمعیت  ۱۳٬۱۹۱  نفر در کشور اتریش واقع شده‌است.